# Cmentarz wojenny nr 326 – Niepołomice
Cmentarz wojenny nr 326 – Niepołomice – był to austriacki cmentarz wojenny z okresu I wojny światowej wybudowany przez Oddział Grobów Wojennych C. i K. Komendantury Wojskowej w Krakowie na terenie jego okręgu IX Bochnia.
Znajdował się przy ul. Kolejowej w północnej części miasta Niepołomice w powiecie wielickim województwa małopolskiego, nieopodal stacji kolejowej
Pochowano na nim, w zbiorowym grobie, 7 austriackich żołnierzy. Cmentarz projektował Franz Stark. W latach 1926–27 nekropolię zlikwidowano, prochy poległych ekshumowano i przeniesiono na cmentarz wojenny nr 327. 
Pozostała po nim wysoka lipa oraz stojący obok niej pomnik centralny w formie betonowego krzyża ze śladami zamocowanego na skrzyżowaniu ramion metalowego krzyża kawalerskiego oraz zachowanymi w podstawie otworami po zamocowaniach ogrodzenia cmentarza.
W maju 2017 r. betonowy krzyż przeniesiono na cmentarz wojenny nr 327, w chwili obecnej żadne ślady materialne po tym cmentarzu w oryginalnym miejscu nie są już widoczne.

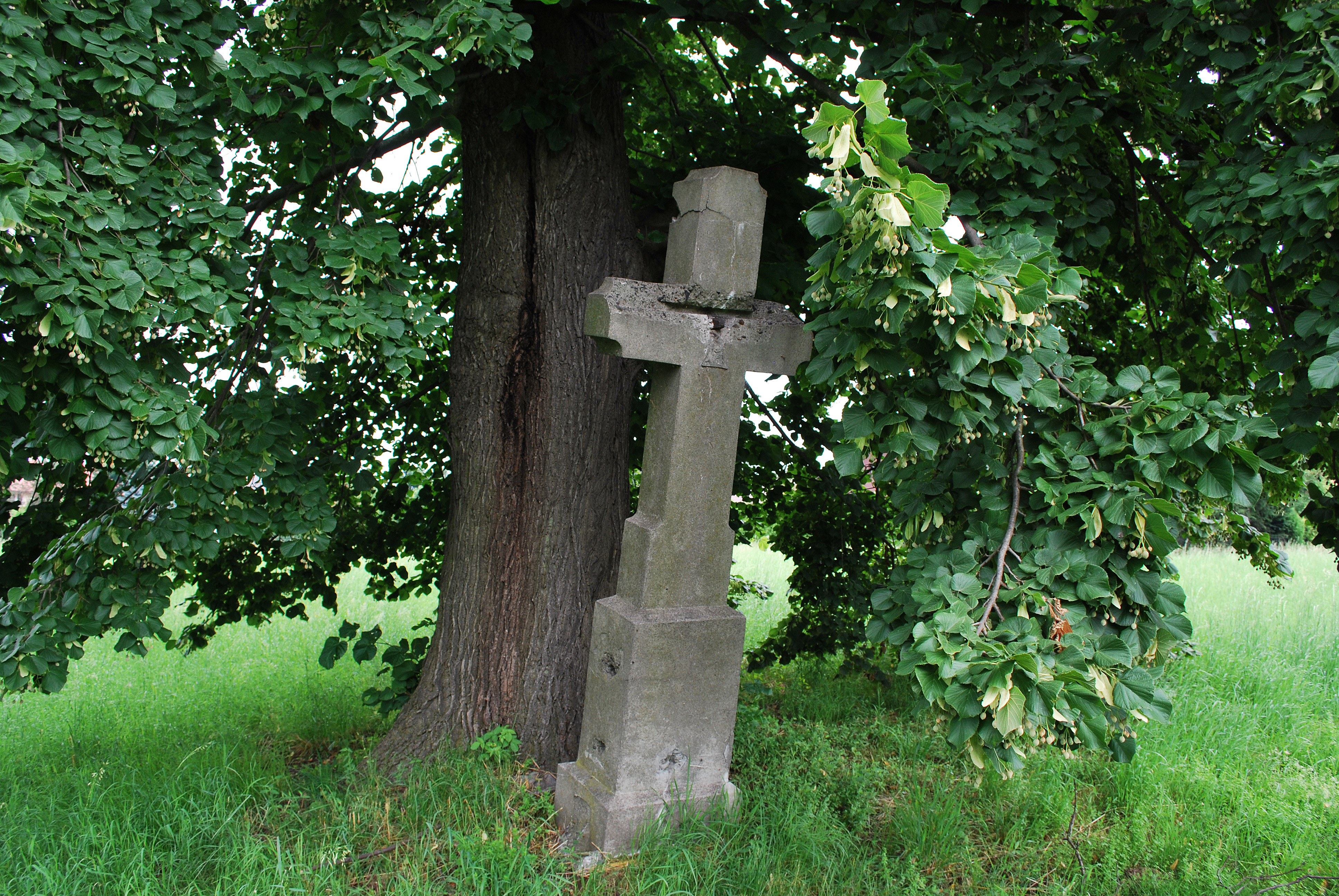
Pomnik centralny